# Tomaszów (gromada)
Tomaszów (alt. Tomaszów Lubelski) – dawna gromada, czyli najmniejsza jednostka podziału terytorialnego Polskiej Rzeczypospolitej Ludowej w latach 1954–1972.
Gromady, z gromadzkimi radami narodowymi (GRN) jako organami władzy najniższego stopnia na wsi, funkcjonowały od reformy reorganizującej administrację wiejską przeprowadzonej jesienią 1954 do momentu ich zniesienia z dniem 1 stycznia 1973, tym samym wypierając organizację gminną w latach 1954–1972.
Gromadę Tomaszów z siedzibą GRN w mieście Tomaszowie (Lubelskim) (nie wchodzącym w jej skład) utworzono – jako jedną z 8759 gromad na obszarze Polski – w powiecie tomaszowskim w woj. lubelskim na mocy uchwały nr 16 WRN w Lublinie z dnia 5 października 1954. W skład jednostki weszły obszary dotychczasowych gromad Pasieki, Rogóźno wieś, Rogóźno kol., Sabaudia, Jezierna i Dąbrowa ze zniesionej gminy Pasieki, miejscowość Łaszczówka kol. z dotychczasowej gromady Łaszczówka ze zniesionej gminy Majdan Górny oraz miejscowości Rabinówka i Rogóźno Folwark z miasta Tomaszów (Lubelskiego) w tymże powiecie. Dla gromady ustalono 27 członków gromadzkiej rady narodowej.
1 stycznia 1959 do gromady Tomaszów włączono wieś Ulów i leśniczówkę Zahucie ze zniesionej gromady Kunki w tymże powiecie.
1 stycznia 1960 do gromady Tomaszów włączono obszar zniesionej gromady Ruda Wołoska oraz kolonie Wieprzowe Jezioro, Majdanek i Górno ze zniesionej gromady Wieprzów Tarnawacki w tymże powiecie.
1 stycznia 1962 do gromady Tomaszów włączono wieś Zamiany ze zniesionej gromady Szarowola w tymże powiecie.
1 stycznia 1969 do gromady Tomaszów Lubelski włączono wsie Majdan Górny cz. I i Majdan Górny cz. II ze zniesionej gromady Majdan Górny w tymże powiecie.
Gromada przetrwała do końca 1972 roku, czyli do kolejnej reformy gminnej. 1 stycznia 1973 w powiecie tomaszowskim utworzono (właściwie reaktywowano) gminę Tomaszów Lubelski.